# 異氟烷
異氟烷（INN：isoflurane）或稱異氟醚，常見商品名Forane，是人畜常用的挥发性吸入全身麻醉藥，可用於誘導或維持全身麻醉。
異氟烷为恩氟烷（enflurane）的同分异构体，作用与恩氟烷相似，理化性质比恩氟烷稳定，但对呼吸道有刺激性，可引起咳嗽、屏气等。麻醉时对呼吸循环系统的抑制作用较深，骨骼肌松弛作用较完全。对呼吸的抑制作用与剂量有关。适用于癫痫、颅内压增高者。
受制於異氟烷對氣管的刺激性，目前可有其他藥物的選擇以進行誘導麻醉。異氟烷的給藥方式為吸入其蒸氣。
異氟烷的副作用包括抑制呼吸中樞、降低血壓及導致心律不齊。更為嚴重的副作用包括恶性高热及高血鉀症。異氟烷不宜在本人或家族有惡性高熱病史的情況下使用。個體於懷孕期間使用本藥對胎兒的安全性目前不明，但在剖腹生產的情況下使用相信是安全的。
異氟烷是鹵代醚麻醉藥家族的一員，在美國於1979年首次獲准臨床使用。異氟烷是世界卫生组织基本药物标准清单中的藥品，是基礎醫療系統必備的藥品之一。本藥在發展中國家售價約為每瓶（250毫升）17至170美元。

## 醫療用途
異氟烷給藥時，通常會與空氣或純氧混合，有時也會額外加上一氧化二氮。雖然異氟烷的物理特性可誘導麻醉的速度比氟烷更快，但因它對呼吸道具刺激性，而抵銷其物理特性帶來的潛在優勢。異氟烷主要作為全身麻醉的維持藥物，在先使用硫噴妥鈉或異丙酚等靜脈注射藥物誘導麻醉後，再行使用。

## 作用機理
異氟烷和其他全身麻醉藥一樣，確實作用機理仍有待進一步探討。異氟烷可以減低對痛楚的敏感度並鬆弛肌肉。本藥可與GABA受體、谷氨酸受體及甘氨酸受體、ATP合成酶的亚单位D及NADH脫氫酶結合，但對每種蛋白質的作用各有不同。異氟烷能激活谷氨酸受體、甘氨酸受體及GABA受體的活動，而後兩者會導致運動功能壓抑。相反，異氟烷對已打開的鉀離子通道的傳導有壓抑作用。
透過異氟烷施行的全身麻醉會減低血漿的花生四烯酸乙醇胺（一種內源性大麻素）濃度。這也許和全身麻醉後壓力水平降低有關。

## 副作用
異氟烷會引起使用者血壓突然下降，原因為有劑量依賴性的周邊血管擴張所致。此情況在低血容量患者中會特別明顯。
動物實驗顯示，某些全身麻醉藥物，尤其是氯胺酮和異氟烷，在幼兒身上使用時可能存在安全疑慮。若這些藥物與一氧化二氮及苯二氮平類藥物（如咪達唑侖）併用，則神經退化的風險會增加。然而，這些疑慮是否適用於人類，目前仍不清楚。

### 老年人
使用核磁共振波譜學的生物物理學研究，提供吸入性麻醉劑如何與澱粉樣β肽的三個胺基酸殘基（G29、A30和I31）交互作用，並誘導聚集的分子細節。由於這些吸入性麻醉劑可能會加速阿茲海默氏病的進程，因而此項研究相當重要。

## 特性
- 分子質量：184.5克/摩爾[23]
- 沸點（大氣壓力下）：48.5°C[23]
- 密度（25℃）：1.496克/毫升[23]
- 最低氣泡濃度（英语：Minimum alveolar concentration）：1.17%[24][註 1]
- 蒸氣壓[23]：
  - 238mmHg 31.7kPa（20℃）
  - 295 mmHg 39.3 kPa（25°C）
  - 367mmHg 48.9kPa（30℃）
  - 450mmHg 60.0kPa（35℃）
- 水溶解度（25℃）：13.5 mM[25]
- {\displaystyle \log {K_{ow}}}：2.06[23][註 2]

異氟烷以(R)-和(S)-光學異構體的消旋混合物形式給藥。異氟烷的沸點為48.5–49°C（119.3–120.2°F）。它不可燃，但暴露於火焰時會釋放出刺激性和有毒的煙霧。

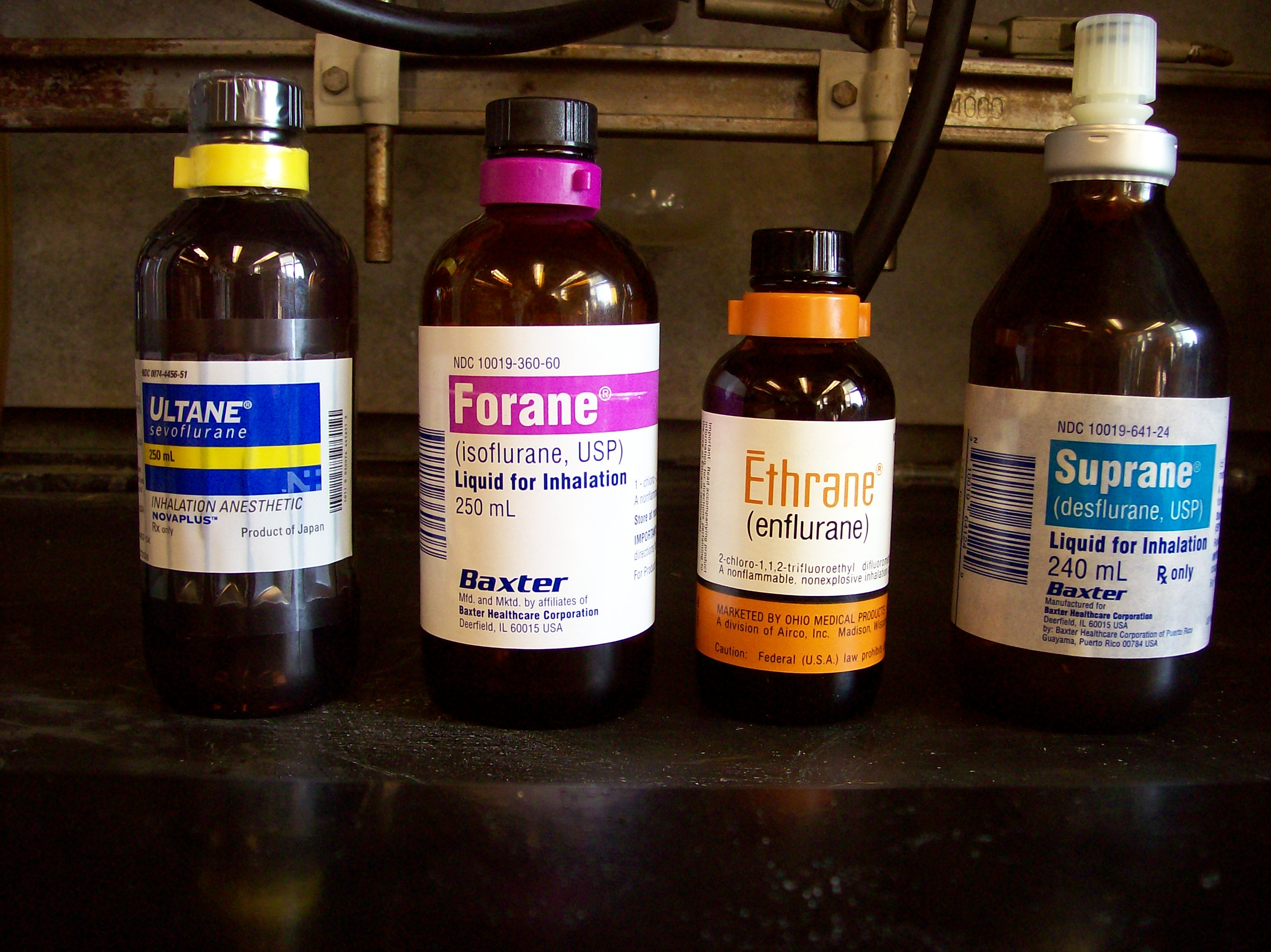
臨床用的異氟烷，瓶頸標識為紫色（左二）

## 歷史
在1940年代至1950年代，異氟烷、恩氟醚和氟烷等新型吸入性麻醉劑相繼問世，逐步取代具有易燃性和其他潛在的副作用的乙醚。異氟烷（isoflurane）名稱源於它是恩氟醚（enflurane）的結構異構體，兩者具有相同的實驗式。

## 環境影響
異氟烷每年因醫療麻醉用途而釋放到大氣中的總量約為880噸，平均壽命約為3.2年。由於其全球暖化潛勢高達510，相當於不小數量二氧化碳的排放，對氣候變化有不可忽視的影響。

## 獸醫用途
異氟烷經常於進行獸醫麻醉時使用。

## 外部連結
- . Drug Information Portal. U.S. National Library of Medicine.
- 美國專利第3,535,388号 - 1-chloro-2,2,2-trifluoroethyl difluoromethyl ether
- 美國專利第3,535,425号 - 1-chloro-2,2,2-trifluoroethyl difluoromethyl ether as an anesthetic agent

1. ↑  40歲病人的情況下的體積分數
2. ↑  正辛醇—水分配係數